# Sistema de Cooperativas de Crédito
O Sistema de Cooperativas de Crédito – Ailos é um sistema cooperativo de crédito brasileiro formado por 13 cooperativas singulares - que somam mais de um milhão de cooperados distribuídos no Paraná, Santa Catarina e Rio Grande do Sul, além de uma cooperativa central. Esta, por sua vez, tem o papel de centralizar as questões administrativas, facilitar a oferta de produtos e serviços, e padronizar as tecnologias, integrando e dando apoio à gestão das cooperativas singulares filiadas.
É um dos principais sistemas cooperativos do Brasil, oferece um modelo econômico mais justo e igualitário, trabalhando com uma gestão colaborativa, transparente e focada em aliar crescimento sustentável e desenvolvimento social a fim de transformar a realidade dos cooperados e das comunidades onde está presente.
O sistema criado em 2002 e com sede em Blumenau, conta atualmente com mais de um milhão de cooperados, mais de 200 postos de atendimento, 11 bilhões em ativos e cerca de 3,7 mil colaboradores.